# Homecoming (pel·lícula de 1948)
 Homecoming és una pel·lícula estatunidenca dirigida per Mervyn LeRoy, estrenada el 1948. Homecoming va ser ideada per l'escriptor Sidney Kingsley com una història del 1944 anomenada The Homecoming of Ulysses. Era la tercera pel·lícula de la MGM assignada a Gable després del seu retorn del servei militar. La seva actuació és inusualment commovedora, lluny de les seves feines per la MGM en els anys 30. Mentrestant, a Lana Turner se li assignava el paper poc elegant de Jane "Snapshot" McCall, i mentre el glamur de la noia es subestimava, donava una actuació sorprenentment acurada, càlida i genuïna, lluny també d'altres papers que havia fet abans als anys 40. Aquesta pel·lícula també suposava el tercer aparellament Gable/Turner, que havia resultat extraordinàriament reeixit en la seva primera pel·lícula junts, Honky Tonk. Les altres pel·lícules on havien treballat junts van ser Somewhere I'll Find You (1942). Seguirien Betrayed (1954), la darrera de Gable i Turner junts, i l'última actuació de Gable amb la MGM.

## Argument
El jove Dr. Johnson està feliçment casat amb Penny, i és, malgrat la seva edat, metge en cap a l'hospital on treballa. Durant la Segona Guerra Mundial, marxa a l'Àfrica, on dirigeix un hospital. Allà hi treballa la infermera Jane amb qui Johnson té forts desacords i després s'enamora, no sent correspost.

## Repartiment
- Clark Gable: Coronel Ulysses Delby Johnson
- Lana Turner: La tinent Jane «Snapshot» McCall
- Anne Baxter: Penny Johnson
- John Hodiak: El doctor Robert Sunday
- Ray Collins: El tinent coronel Avery Silver
- Gladys Cooper: Sra. Kirby
- Cameron Mitchell: 'Monk' Monkevickz
- Marshall Thompson: El sergent McKeen
- Lurene Tuttle: Miss Stoker
- Jessica Grayson: Sarah
- J. Louis Johnson: Sol
- Eloise Hardt: La infermera Eloise